# Comuna de Okonek
Okonek (polaco: Gmina Okonek) (Alemão: Ratzebuhr) é uma gminy (comuna) na Polónia, na voivodia de Grande Polónia e no condado de Złotowski. A sede do condado é a cidade de Okonek.
De acordo com os censos de 2004, a comuna tem 8975 habitantes, com uma densidade 27,5 hab/km².

## Área
Estende-se por uma área de 325,88 km², incluindo:
- área agricola: 43%
- área florestal: 41%

## Demografia
Dados de 30 de Junho 2004:
|                      | Total   | Total | Mulheres | Mulheres | Homens  | Homens |
| -------------------- | ------- | ----- | -------- | -------- | ------- | ------ |
|                      | pessoas | %     | pessoas  | %        | pessoas | %      |
| População            | 8975    | 100   | 4471     | 49,8     | 4504    | 50,2   |
| Densidade (pop./km²) | 27,5    | 100   | 13,7     | 13,7     | 13,8    | 13,8   |

De acordo com dados de 2002, o rendimento médio per capita ascendia a 1352,89 zł.

## Subdivisões
- Borki, Borucino, Brokęcino, Chwalimie, Ciosaniec, Drzewice, Glinki Mokre, Glinki Suche, Lędyczek, Lotyń, Lubniczka, Łomczewo, Pniewo, Podgaje, Węgorzewo.

## Comunas vizinhas
- Borne Sulinowo, Czarne, Debrzno, Jastrowie, Lipka, Szczecinek, Złotów